# Inconfidência de Mariana
Inconfidência de Mariana ocorreu em 1769, na então capitania das Minas do Ouro (atual estado de Minas Gerais). Foi mais uma das sedições, numa série de eventos revoltosos ocorridos no Brasil Colônia que tiveram início com a Guerra dos Emboabas, passando pela Revolta de Felipe dos Santos e que culminaram na Inconfidência Mineira.

## Contexto histórico
Desde a década de 1740 vivia a Capitania das Minas um clima de iminente sedição. Por conta disto foi dado, em 1775, ao Governador-Geral poderes de sentenciar eventuais revoltosos.
Portugal, a metrópole, vivera já o terremoto que destruíra Lisboa em 1755, e alçara ao poder a figura do Marquês de Pombal que, entre outras medidas, expulsara os jesuítas e implantara nas colônias o ônus de custear a reconstrução da capital do Reino.
A expulsão da Companhia de Jesus - com a apropriação de seus tesouros - não bastou e nas Minas vicejavam manifestações de descontentamento contra a Corte, que se espalhavam da capital Vila Rica e na vizinha Mariana, então no centro da capitania das Minas.

## O movimento
Ignácio Corrêa de Sá, vigário capitular e então governador por procuração do bispado local, foi preso naquele ano de 1769 sob a alegação de blasfemar contra o rei, tendo sido denunciado pelos cônegos do bispado de Mariana. O pretexto para a prisão foi de que a procuração que lhe dava a condição de governador perdera a validade.
Segundo os camaristas da vila de Sabará, com o episódio ele causou “revolução horrorosa nas Minas, na Cidade de Mariana assim como em todo o Bispado”. João Caetano Soares Barreto, provedor da Real Fazenda e juiz da devassa, comentou os motivos políticos por trás da “má-fé para com esta denúncia, por ver que os Cônegos podendo há muito denunciar o Capitular, só o fizeram na ocasião das disputas sobre as jurisdições”.
Contudo, concluiu que, “apesar do ódio que há muito tempo têm os Cônegos ao Vigário Capitular, e que em satisfação do mesmo ódio é que fulminaram semelhante denúncia”, o denunciado havia de fato proferido as blasfêmias contra D. José I. Acusado pelo crime de inconfidência, Ignácio Corrêa de Sá negou a acusação, mas a devassa concluiu pela sua culpa, tendo permanecido preso até 1777.